# Nidulariaceae
Nidulariaceae é uma família de fungos da ordem Nidulariales. Vulgarmente chamados fungos ninho de pássaro, os seus corpos frutíferos assemelham-se a pequenos ninhos de pássaro com pequenos "ovos". Sendo sapróbicos, alimentam-se de matéria orgânica em decomposição, sendo frequentemente observados crescendo em madeira em decomposição e em solos enriquecidos com lascas de madeira ou cascas de árvores; encontram-se amplamente distribuídos na maioria das regiões ecológicas. Os cinco géneros desta família, Crucibulum, Cyathus, Mycocalia, Nidula, e Nidularia, distinguem-se uns dos outros por diferenças morfológicas e pela estrutura dos peridíolos; mais recentemente a análise filogenética e a comparação de sequências de ADN têm orientado novas decisões na organização taxonómica desta família.

## História
Os fungos ninho de pássaro foram mencionados pela primeira vez pelo botânico flamengo Carolus Clusius em Rariorum plantarum historia (1601). Durante os dois séculos seguintes, estes fungos foram objecto de alguma controvérsia sobre se os peridíolos eram sementes, e qual seria o mecanismo da sua dispersão. Por exemplo, o botânico francês Jean-Jacques Paulet, na sua obra Traité des champignons (1790–3), propôs a ideia errónea de que os peridíolos eram ejectados dos corpos frutíferos por um qualquer tipo de mecanismo de mola.

## Descrição
Nos membros de Nidulariaceae os esporos desenvolvem-se internamente num angiocarpo. Os corpos frutíferos são tipicamente gregários (crescendo em grupos, mas não juntos). Os corpos frutíferos imaturos são inicialmente cobertos por uma fina membrana com deiscência irregular ao longo de uma linha circular em redor da circunferência da abertura da “taça”. Os corpos frutíferos são pequenos, geralmente com dimensões 5–15 mm largura e 4–8 mm altura, em forma de urna ou vaso, e contêm de um a vários peridíolos em forma de disco que se assemelham a pequenos ovos de ave.
Estrutura do peridíolo
Os peridíolos contêm tecido glebal, basídios e basidiósporos, rodeados por uma parede endurecida. Têm geralmente forma lenticular, medindo 1 a 3 mm de diâmetro. A cor dos peridíolos é característica de cada género: em Cyathus pretos, em Nidularia e Nidula castanhos,  em Mycocalia amarelos a castanho-avermelhados e em Crucibulum pretos rodeados de uma membrane esbranquiçada (túnica), que os faz parecer brancos. Na maioria das espécies os peridíolos são dispersados pela chuva, mas podem também ser livres no perídio, rodeados por uma mucilagem.
Características microscópicas
Os basidiósporos são macios, hialinos, com parede fina e têm forma oval ou elíptica.

## Habitat e distribuição
As espécies desta família têm uma distribuição cosmopolita e são na sua maioria sapróbicas, obtendo os nutrientes a partir da decomposição da madeira e matéria orgânica vegetal.

## Ciclo de vida
O ciclo de vida de Nidulariaceae, contendo estágios haploides e diploides, é típico dos taxa de basidiomicetes que podem reproduzir-se tanto assexuada (por esporos vegetativos), ou sexuadamente (com meiose). Como outros fungos decompositores de madeira, o seu ciclo de vida pode ser visto como contendo duas fases funcionalmente diferentes: o estágio vegetativo de expansão dos micélios, e o estágio de reprodução para o estabelecimento das estruturas produtoras de esporos, os corpos frutíferos.
O estágio vegetativo compreende as fases do ciclo de vida relacionadas com a germinação, expansão e sobrevivência do micélio. Os esporos germinam sob condições apropriadas de temperatura e humidade, desenvolvendo-se em hifas, que se internam como raízes na madeira em decomposição. Estas hifas são homocarióticas, contendo um único núcleo celular em cada compartimento; aumentam o seu comprimento por adição de material da parede celular a uma extremidade em crescimento. À medida que estas extremidades se expandem e espalham para produzir novos pontos de crescimento, desenvolve-se uma rede que é o micélio. O crescimento micelial ocorre por mitose e síntese de biomassa hifal. Quando duas hifas homocarióticas de diferentes grupos de compatibilidade se fundem uma com a outra, formam um micélio dicariótico, num processo chamado plasmogamia. Os pré-requisitos para a sobrevivência do micélio e colonização de um substrato incluem humidade adequada e disponibilidade de nutrientes. Como a maioria das espécies são sapróbicas, o crescimento micelial é tornado possível pela secreção de enzimas que degradam polissacarídeos complexos (como a celulose e a lenhina) em açúcares simples que podem ser usados como nutrientes.
Após um período de tempo e sob condições ambientais adequadas, o micélio dicariótico pode entrar no estágio reprodutivo do ciclo de vida. A formação do corpo frutífero é influenciada por factores externos como a estação do ano (que afecta a temperatura e humidade do ar), nutrientes e luz. À medida que os corpos frutíferos se desenvolvem, eles produzem peridíolos que contêm basídios  nos quais são produzidos novos basidiósporos. Os basídios jovens contêm um par de núcleos sexualmente compatíveis haplóides que se fundem, e o núcleo de fusão diplóide resultante sofre meiose para produzir basidiósporos, cada um contendo um único núcleo haplóide. Os micélios dicarióticos a partir dos quais são produzidos os corpos frutíferos são de longa duração, e continuarão a produzir gerações sucessivas de corpos frutíferos enquanto as condições ambientais forem favoráveis.

## Dispersão dos esporos
As paredes do “ninho” têm uma forma tal, que quando uma gota de chuva atinge um deles com o ângulo certo, os “ovos” são expelidos a uma distância razoável. Com a germinação dos esporos reinicia-se o ciclo de vida.
Os membros de Nidularaceae estavam antes classificados em Gasteromycetes, mas foi demonstrado que esta classe era polifilética e um agrupamento artificial de taxons que desenvolveram um tipo corporal gasteróide de modo independente. Um estudo filogenético de ADN ribossómico feito em 2002 sobre várias espécies gasteróides, incluindo Cyathus striatus e Crucibulum laeve como representantes de Nidulariaceae, mostrou que estas pertenciam ao clade dos euagáricos, um agrupamento monofilético de espécies de vários géneros: Hymenogaster, Hebeloma, Pholiota, Psathyrellus, Agaricus campestris, Amanita, e Tulostoma. Os euagáricos são sobretudo cogumelos com lamelas, mas incluem duas linhagens gasteróides, incluindo a linhagem das bufas-de-lobo de Lycoperdales, e os fungos de ninho de pássaro de Nidulariales.